# Kim de Baat
Kim de Baat (Rotterdam, 29 maggio 1991) è un'ex ciclista su strada olandese naturalizzata belga, attiva in formazioni Elite UCI dal 2013 al 2023 e campionessa nazionale belga in linea nel 2022.

## Palmarès
- 2012 (una vittoria)

Dwars door de Westhoek
- 2022 (Plantur-Pura, una vittoria)

Campionati belgi, Prova in linea

## Piazzamenti

### Grandi Giri
- Giro d'Italia

2012: 101ª
2013: 122ª
2016: 99ª
- Tour de France

2022: 109ª

### Competizioni mondiali
- Campionati del mondo

Fiandre 2021 - In linea Elite: ritirata

### Competizioni continentali
- Campionati europei

Goes 2012 - In linea Under-23: 3ª
Herning 2017 - In linea Elite: 64ª
Monaco di Baviera 2022 - In linea Elite: ritirata